# Mistrzostwa Europy w Lekkoatletyce 1974 – chód na 50 km mężczyzn
Chód na 50 kilometrów mężczyzn był jedną z konkurencji rozgrywanych podczas XI mistrzostw Europy w Rzymie. Został rozegrany 7 września 1974 roku. Zwycięzcą tej konkurencji został reprezentant Niemieckiej Republiki Demokratycznej Christoph Höhne. W rywalizacji wzięło udział dziewiętnastu zawodników z ośmiu reprezentacji.

## Rekordy
| Rekord świata     | Bernd Kannenberg (FRG)      | 3:52:45   | Brema, RFN          | 27.05.1972 |
| Rekord Europy     | Bernd Kannenberg (FRG)      | 3:52:45   | Brema, RFN          | 27.05.1972 |
| Rekord mistrzostw | Wieniamin Sołdatienko (SUN) | 4:02:22,0 | Helsinki, Finlandia | 14.08.1971 |

## Wyniki

### Finał
| Miejsce | Zawodnik              | Czas      | Uwagi |
| ------- | --------------------- | --------- | ----- |
| 1       | Christoph Höhne       | 3:59:05,6 | CR    |
| 2       | Otto Barcz            | 4:02:38,8 |       |
| 3       | Peter Selzer          | 4:04:28,4 |       |
| 4       | Vittorio Visini       | 4:05:43,6 |       |
| 5       | Wieniamin Sołdatienko | 4:09:31,6 |       |
| 6       | Winfried Skotnicki    | 4:10:19,0 |       |
| 7       | Gerhard Weidner       | 4:10:52,4 |       |
| 8       | Heinrich Schubert     | 4:16:05,0 |       |
| 9       | Bernd Kannenberg      | 4:21:47,8 |       |
| 10      | Domenico Carpentieri  | 4:22:42,6 |       |
| 11      | John Warhurst         | 4:26:34,6 |       |
| 12      | Rosario Valore        | 4:30:22,8 |       |
| 13      | Daniel Björkgren      | 4:31:08,8 |       |
| 14      | Bob Dobson            | 4:35:26,4 |       |
| 15      | Stefan Ingvarsson     | 4:36:18,2 |       |
| –       | Milan Bartoš          | DNF       |       |
| –       | Janczo Kamenow        | DNF       |       |
| –       | Örjan Andersson       | DQ        |       |
| –       | Siergiej Bondarienko  | DQ        |       |